# Capparis admirabilis
Capparis admirabilis là một loài thực vật có hoa trong họ Capparaceae. Loài này được Standl. mô tả khoa học đầu tiên năm 1940.